# 大槻憲二
大槻 憲二（おおつき けんじ、1891年11月2日 - 1977年2月23日）は、日本の精神分析家、心理学者、文芸評論家。兵庫県洲本市出身。早稲田大学卒。孫に翻訳家の長井那智子。

## 活動
日本における精神分析の草分けの一人であり、代表的な紹介者である。ジークムント・フロイトやその他の精神分析家の翻訳者としても著名である。文芸評論家としては『文藝日本』『新潮』などにマルキシズム文学論批判の評論を発表している。
1928年、矢部八重吉や長谷川天渓（本名、長谷川誠也）らとともに東京精神分析学研究所を創設し、後に所長となった。1933年には日本初の精神分析学の雑誌、『精神分析』を創刊した。
戦後創設された日本精神分析学会には大槻は入会していない。そのためか現在の日本の精神分析学界における彼の影響は限定されたものに止まっている。
大槻とフロイトは定期的に文通していた。大槻宛のフロイトの書簡は彼の母校である早稲田大学の図書館に保管されている。「あなたがぶつかっている抵抗について書かれていることは私にとっては驚くべきものではありません。それこそまさにわれわれの予期し得たものであります。しかしあなたが日本の精神分析に確かな基盤を据えたこと、それが消え去る恐れのないことを私は確信しております」（1933年5月20日付けの書簡）。

## 著書
- 『精神分析概論』 雄文閣 1932 (新時代学芸叢書)
- 『精神分析雑稿』 岡倉書房 1935
- 『モリス 研究社英米文学評伝叢書』 研究社出版 1935
- 『精神分析社会円満生活法』 人生創造社 1936
- 『精神分析読本』 岡倉書房 1936
- 『精神分析新しき立身道』 春陽堂 1937
- 『現代日本の社會分析』 春陽堂書店 1937.10
- 『一茶の精神分析』 宮田戊子共著 岡倉書房 1938
- 『精神分析分析家の手帖』 岡倉書房 1938
- 『恋愛性慾の心理とその分析処置法 続』 東京精神分析学研究所出版部 1940
- 『世界人と日本人』 岡倉書房 1940
- 『精神分析性格改造法』 東京精神分析学研究所出版部 1940
- 『日本の反省』 道統社 1941
- 『経済心理と心理経済』 岡倉書房 1941
- 『近代日本文学の分析』 宮田戊子共著 霞ケ関書房 1941
- 『精神分析社会生活』 人生創造社 1942
- 『勝利者の道徳』 東京精神分析学研究所出版部 1942
- 『夢の分析法入門』 東京精神分析学研究所 1942 (精神分析叢書)
- 『映画創作鑑賞の心理』 昭和書房 1942
- 『国語の心理』 育英書院 1942
- 『結婚と性格』 東京精神分析研究所 1943 (精神分析叢書)
- 『科学的皇道世界観』 東京精神分析学研究所出版部 1943
- 『神経戦対策』 東京精神分析学研究所出版部 1944
- 『不安及び不安神経症の心理 フロイド学説批判』 東京精神分析学研究所 1944
- 『知覚と表現』 育英書院 1944
- 『男らしさの心理学』 東京精神分析学研究所出版部 1946 (精神分析叢書)
- 『性格と意志 続・性格改造法』 東京精神分析学研究所 1946
- 『結婚と性格 卍書林 1947
- 『善悪の研究』 東京精神分析学研究所 1947 (精神分析叢書)
- 『愛慾の心理 第1冊』 卍書林 1948
- 『男心・女心』 コバルト社 1948 (コバルト叢書)
- 『精神分析学概論 思潮書林 1948
- 『現代の心理学』 労働文化社 1948
- 『精神分析者の手記』 臼井書房 1949
- 『医学と精神分析』 臼井書房 1949
- 『健全な人間生活 精神分析対人法 東京精神分析学研究所事務所 1949
- 『病床の修養』 池田書店 1951「病気と性格」
- 『心理学辞典 精神分析』 岩崎書店 1951
- 『自信を養ふ法』 池田書店 1951 (今日の教養書選)
- 『愛慾心理学 第1-3』育文社 1952-1955
- 『結婚心理学』 育文社 1952
- 『自信を養う法 赤面・吃音の分析療法 池田書店 1956 (教養新書)
- 『性格は変えられる 精神分析による性格改造法』 池田書店 1956 (教養新書)
- 『精神分析図解入門』 育文社 1956
- 『男らしさ女らしさ 人間らしさ』 池田書店 1956 (教養新書)
- 『才能の発見と伸し方』 池田書店 1957 (教養新書)
- 『性教育無用論 寝ている子は寝かせておけ』 黎明書房 1957
- 『精神分析学辞典』 育文社 1961
- 『夢の分析法 不眠症療法』 育文社 1965
- 『共産主義分析』 東京精神分析学研究所 1966
- 『雷神の歌 精神分析者の長短歌集』 東京精神分析学研究所 1968
- 『人間学入門』 育文社 1973
- 『シェイクスピアの精神分析的詩眼 五大悲劇の分析的鑑賞』 創造文化社 1974
- 『人間はどこまで正気か 続「人間学入門」 自然治癒力の開発』 育文社 1978.11
- 『全人類への訴え 世界平和のために』 大槻憲二遺選集刊行会 1984.4
- 『民俗文化の精神分析』 堺屋図書 1984.10

## 翻訳
- 『芸術の恐怖』 モリス 小西書店 1923
- 『ギリシァの踊女』 シュニッツレル 新潮社 1924 (海外文学新選)
- 『芸術のための希望と不安』 モリス 聚芳閣 1925 (海外芸術評論叢書)
- 『ドーリットル博士の航海』 ロフティング 博文館 1925(少年世界)
- 『ダンテ』 バトラア 新潮社 1926 (文豪評伝叢書)
- 『美学及美学史』 ベネヂット・クローチエ 長谷川誠也共訳 世界大思想全集 春秋社 1930
- 『分析芸術論 フロイド精神分析学全集』 精神分析学研究所 春陽堂 1931
- 『分析恋愛論 フロイド精神分析学全集』 春陽堂 1932
- 『夢の註釈 日常生活の精神分析 社会・宗教・文明分析療法論 精神分析総論 フロイド精神分析学全集』長谷川誠也共訳 (一部) 春陽堂 1929-1933
- 『詩人と予言者』 アンドレ・モーロア 岩倉具栄、金子重隆共訳 岡倉書房 1941
- 『わし姫物語』マリー女王 講談社 1946 (世界名作童話)
- 『フロイド・性慾論 性理論に関する三論文』 東京精神分析学研究所出版部 1952

## 論文
- 「人間学としての精神分析学」 『人間の科学的考察 (人間学講座)』 理想社出版部編 1938
- 「フロイトの幼児心理学」 『児童心理』 第2巻 6号 1948
- 「児童生活における性の問題と性格形成」 『児童心理』 第2巻 9号 1948
- 「戦後日本の精神分析運動」 『精神分析』 第10巻 2号 1952